# Norman... Is That You?
Norman... Is That You? è un film comico del 1976 diretto da George Schlatter. Il film è inedito in Italia.
La pellicola è basata sull'omonimo spettacolo teatrale di Broadway, spostando l'ambientazione da New York a Los Angeles e sostituendo la famiglia ebraica dell'originale con una composta da afroamericani.

## Trama
Ben Chambers arriva a Los Angeles in cerca di consolazione da suo figlio, Norman. Ben è amareggiato e confuso dall'abbandono della famiglia da parte di sua moglie, che è scappata in Messico con suo cognato. Ben scopre che il figlio è gay dopo avere scoperto l'amante di lui, Garson, in camera da letto. Mentre affronta l'abbandono della moglie, Ben cerca di capire l'orientamento sessuale di suo figlio, e decide di "curarlo". Dopo un alterco con Norman, a causa del fatto che Ben ha assunto una prostituta per lui, Ben forma un legame d'amicizia con Garson.

## Accoglienza
Roger Ebert del Chicago Sun-Times assegnò al film 2 stellette su 4 e scrisse: "Il film non è una granché (ed è basato su una commedia di Broadway che era ancora meno), ma mentre Foxx è sullo schermo siamo disposti sempre a perdonarlo. Se ne sta lì in un groviglio di cliché, battute banali e motivazioni del personaggio totalmente sconcertanti, e ci fa ridere ugualmente." Richard Eder di The New York Times scrisse a proposito del film: "È una serie di brutte barzellette sull'omosessualità, legate a una commedia banale e che crollano in quello che dovrebbe essere un messaggio edificante sulle persone che possono fare le proprie cose." Gene Siskel del Chicago Tribune diede al film 1.5 stellette su 4 e lo definì "una commedia datata senza speranze" con "battute prevedibili" e un "ritmo terribilmente lento." Arthur D. Murphy di Variety lo definì "uno sforzo comico irregolare, sporadicamente divertente". Charles Champlin del Los Angeles Times scrisse che il film "ha iniziato la sua vita come uno spettacolo teatrale, ma ora sembra televisione, ha l'aspetto della televisione, ha un cast scelto dalla televisione (Redd Foxx), è illuminato e girato come un prodotto televisivo (su nastro, per lo più, piuttosto che su pellicola) e ha bisogno solo di risate registrate per essere proprio come una sitcom televisiva, leggermente più giocosa." Gary Arnold del The Washington Post lo stroncò definendolo "un debole tentativo di farsa da camera da letto."